# 비 중간자
비 중간자(B meson)란 바닥 쿼크와, 그보다 가벼운 다른 쿼크 (위, 아래, 기묘, 맵시 쿼크)로 이루어진 스칼라 중간자를 총칭하는 말이다. 기호는 라틴 문자 비(B)다.

## 역사
비 중간자는 1983년에 입실론 중간자의 붕괴물로부터 코넬 대학교의 클레오(CLEO) 공동연구 팀이 발견하였다. 같은 해에 스탠퍼드 선형 가속기 센터의 Mark II 공동연구에서 이들 입자의 평균 수명을 측정하였다.
또한 2008년에 벨 연구소의 한미일 연구원이 일본의 전자-양전자 충돌가속기를 통해 B-중간자에서의 물질과 반물질의 붕괴과정에 대해 실험한 결과 붕괴과정이 각각 다른 비대칭성을 보였다고 밝혔다.

## 참고 문헌
- Behrends et al., PRL 45(4), 222 (1983)
- Lockyer et al., PRL 51(15), 1316 (1983)